# Markscheider Kunst
Markscheider Kunst (russisch Маркшейдер Кунст) ist eine russische Weltmusik-Band aus Sankt Petersburg.

## Geschichte

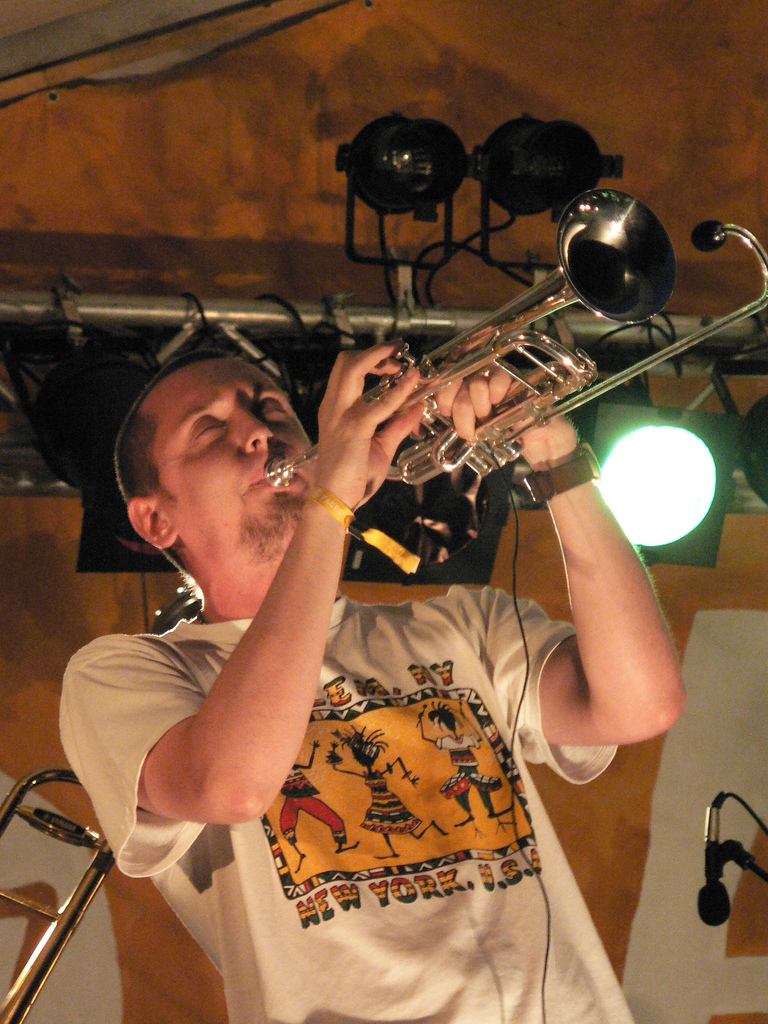
Alexander Pljusnin

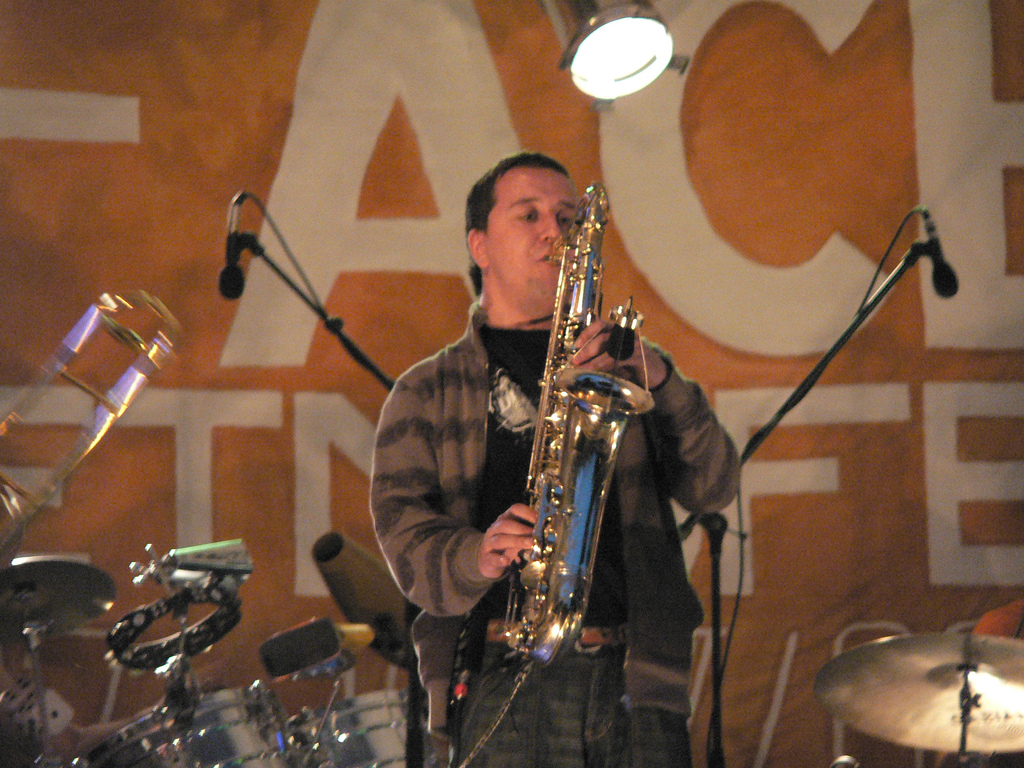
Iwan Nekljudow

Die Band wurde 1992 gegründet. Der ungewöhnliche Name stammt aus der deutschen Bergmannssprache: „Markscheider“ bezeichnet einen Vermessungsingenieur im Bergbau. Nahezu alle Bandmitglieder sind ehemalige Bergbaustudenten. Ihr Musikstil ist sehr eigen und bis auf die russische Sprache nicht vergleichbar mit anderen Gruppen aus der Region, wie beispielsweise Auktyon oder Leningrad. Der Grund dafür ist ihr kongolesischer Ex-Frontmann Seraphim Makangila, der inzwischen nur noch sporadisch mittourt und vorwiegend Soloprojekte verfolgt. Sein Einfluss wirkte horizonterweiternd und brachte ihnen Tanzmusikstile seines Heimatlandes nahe, beispielsweise den Soukous sowie außerdem den Reggae. Hinzu kam im Laufe der Jahre eine Bläser- und Rhythmussektion. Sie spielen eine Art Afrosalsa-Fusion aus Latin, Salsa, Rumba, Afrocuban und Ska. Seit 2001 besteht das Nebenprojekt St. Petersburger Jazz-Ska Review mit Spitfire.
Die Band tourt häufig in ganz Europa. Auf der CD-Kompilation Russendisko-Hits sind zwei Songs von ihnen vertreten. Auf dem Sampler Russensoul sind sie mit Kokeiro dabei.

## Diskografie
- 1996: Kem Byt (Кем быть; MC)
- 1997: Live in Helsinki (Single)
- 1998: St. Petersburg-Kinshasa.Transit
- 2000: Kem Byt (Caravan Records)
- 2001: Dance (Gala Records/S.B.A.Production Inc; Single)
- 2001: Krasiwo slewa (Красиво слева; Gala Records/S.B.A.Production Inc)
- 2003: Krasiwo slewa (Красиво слева; Virgin Records)
- 2003: Na Swjasi (На связи; Gala Records/S.B.A.Production Inc)
- 2004: Na Swjasi (На связи; Gala/Virgin/EMI)
- 2004: St.Petersburg-Kinshasa.Transit - Second Edition (Gala Records/S.B.A.Production Inc)
- 2006: Ryba (Рыба; Single; Gala Records/S.B.A.Production Inc)
- 2008: Café Babalu (Album)
- 2010: Utopia (Album; Eastblok Music)
- 2016: Chameleon (Хамелеон; Album)
- 2020: Freedom